# Нисимура, Рики
Нишимура Рики (яп. 西村リキ, кор. 니시무라 리키, англ. Nishimura Riki; род. 9 декабря 2005 года в городе Окаяма, префектура Окаяма, Япония), более известный под псевдонимом Ni-Ki (кор. 니키 — читается как Ни-Ки), — японский певец, танцор, рэпер компании Belift Lab. Самый младший участник (макнэ) южнокорейского бой-бэнда ENHYPEN.

## Карьера

### Пре-дебют
Нишимура Рики родился 9 декабря 2005 года в городе Окаяма, префектура Окаяма, Япония. Родители владеют танцевальной студией Lead. У Ни-ки есть старшая сестра Конон (2004) и младшая сестра Мисора (2009). С детства был преданным фанатом Майкла Джексона и группы SHINee. С 3 лет танцевал под песни Майкла Джексона, а с 5 лет начал обучаться танцам в академии (в том числе балету). Он также был участником перфоманс-группы SHINee-kids, выступая в роли Ки из SHINee.
В 2014 году он выиграл прослушивание для рекламного ролика, спродюсированного Kento Mori, и в том же году снялся в рекламе Sony
25 июля 2015 года вместе с сестрой принял участие в «FNS Chibikko Honky Dance Championship» в «FNS 27 hours TV». В том же году он прошел прослушивание у хореографа Майкла Джексона Трэвиса Пейна для трибьюта, посвященного памяти Майкла Джексона.
В 2016 году он появился в японском музыкальном клипе The Weeknd на песню «Can’t Feel My Face». Также выступал в качестве приглашенного артиста в турне Tokyo Ska Paradise Orchestra «Paradise Has No Border»
В 2017 году он появился в качестве танцора в «2017 YUMI KATSURA GRAND COLLECTION». В том же году он стал частью перфоманс-группы SHINee-kids (выступая в роли Ки) в сольном представлении SHINee «SHINee WORLD 2017 ~ FIVE ~ Special Edition».
Снялся в музыкальном видео タッタ группы Yuzu, выпущенном 11 марта 2017 года.
Рики являлся хореографом в танцевальной студии Lead, проводил мастер-классы, которые пользовались большим успехом.

### 2020: I-LAND, дебют в ENHYPEN
В августе 2019 года в возрасте 13 лет покинул Японию и поехал в Южную Корею, чтобы стать трейни в компании BELIFT LAB.
4 июня 2020 года Ни-Ки был представлен одним из участников шоу на выживание от CJ ENM и BigHit Music I-LAND. 18 сентября 2020 в финале шоу он занял 4-е место в зрительском голосовании, попав в состав группы победителей ENHYPEN.
30 ноября ENHYPEN совершили свой дебют с мини-альбомом «Border: Day One».

### 2021...
Был основным DJ в радиопрограмме ENHYPEN’s All Night Nippon X, которая транслировалась с 30 марта 2021 года по 29 марта 2022 года. ENHYPEN стали первыми зарубежными участниками в 50-летней истории All Night Nippon. «Ни-ки, участник из Японии, переехал в Южную Корею в возрасте 13 лет и активно работает в Южной Корее. Передавая такой голос по радио, я думаю, он сможет достучаться до молодежи» — Юичи Томияма, продюсер All Night Nippon.
В апреле 2022 года вместе с Чонвоном стал открывателем нового проекта STUDIO CHOOM «MIX & MAX» выступив с перформансом 'Bleeding Darkness'
26 ноября 2022 года Ни-ки появился в качестве приглашенного гостя и наставника по танцам в 3 выпуске шоу «&TEAM Gakuen» дебютной группы &Team возвращаясь к образу Рики Джексона.
Billboard JAPAN выпустили специальное интервью с Ни-ки, посвященное 40-летию Thriller Майкла Джексона .
14 мая дебютировал в качестве специального MC на KCON JAPAN 2023 вместе с Рюджин из Itzy
9 сентября 2023 был приглашен VOGUE KOREA для 8PM Concert
10 мая 2024 года выпустил кавер 'Trendsetter' X 'HUMBLE' (Connor Price & Haviah Mighty — Trendsetter и Kendrick Lamar — HUMBLE) в рамках проекта Artist of the Month STUDIO CHOOM. Ни-ки был объявлен Артистом Мая 5 апреля 2024 и стал первым айдолом спустя 3 года после закрытия проекта
2 октября совместно с актрисой Sairi Ito объявлен лицом сезонной компании «Triangle Choco pie» McDonald’s Japan
30 декабря 2024 года Рики выступил вместе Тхэмином из Shinee на церемонии 2024 MBC Music Festival «WANNABE»
13 марта 2025 года объявлен лицом рекламной компании Digital Hollywood University становясь примером следования своей мечте в выборе жизненного пути 
12 мая 2025 года объявлен официальным амбассадором японского бренда энергетических напитков «ZONe ENERGY»

## Карьера

### Телешоу
- Love Smartphone Girls Club (2014, RSK) гость
- Minna no News (2014, OHK) Близкое интервью
- What A COOL (2015, Fuji TV)
- 27-часовой телеканал FNS «Chibi Kids Super Serious Dance Championship» (2015, Fuji TV)
- Fuji Television Network (2015)
- "Что это такое?" (2015, OHK) совместно с Кенто Мори[21]
- Izumo Dance Project (2016) Гость
- I-LAND (2020, Mnet, CJ ENM, HYBE)
- Новые японские мальчики и Накаи (2021/2/12, Nippon TV)[22]
- Юридическая консультация, где можно выстроиться в очередь (2021-7-11, Nippon TV)[23][24]
- За улыбкой Масахиро Накаи в пятницу /25-летие! Yuzu ★ Супер драгоценные раскопки источников видео и звука!! Рейтинг воспоминаний «Песни Yuzu» (2022/4/8, TBS)[25]
- [MIX & MAX] Choreo-Record with ENHYPEN JUNGWON & NI-KI[26] - документальный фильм
- TMI NEWS SHOW (2022/ 21ep /Mnet)[27]
- &TEAM Gakuen (26.11.2022/NTV)[28]
- BORN TO Dance Part 2 Last Episode | DANCE NATION (4K) (03/03/2023)[29] - документальный фильм
- [Artist Of The Month] Choreo-Record with ENHYPEN NI-KI(니키) | May 2024 [30] - Документальный фильм

### Радио
- All Night Nippon X of ENHYPEN (2021/3/30 — 2022/3/29, Nippon Broadcasting)[31] DJ
- #FM802 HOLIDAY SPECIAL ECC (2023/02/23) гость [32]

### Музыкальное видео
- The Weeknd «Can’t Feel My Face» (2016)[33][34]
- Yuzu «Tatta» (2017)[5]
- 'Bleeding Darkness' [MIX & MAX] (2022)[8]
- 엔하이픈 니키의 ‘MIMS – Like This (Radio Edit Ver.)’🌔Dance coverㅣ8PM CONCERT[35] - Кавер
- 'Trendsetter' X 'HUMBLE.' covered by ENHYPEN NI-KI(니키) | May 2024 | Artist Of The Month [13]

### Живые концерты
- Концертный тур Tokyo Ska Paradise Orchestra 2016 «Paradise Has No Border» (2016/11/7 — 12/26) Исполнитель (приглашенный гость)[4]
- SHINee «SHINee WORLD 2017 ~ FIVE ~ Special Edition» детский танцор[36]

### События
- Legend Tokyo Chapter.5 「Travis Payne」[3]
- 2017 YUMI KATSURA GRAND COLLECTION (2017) танцор
- KCON JAPAN 2023 - специальный MC
- 엔하이픈 니키의 ‘MIMS – Like This (Radio Edit Ver.)’🌔Dance coverㅣ8PM CONCERT[35] - Интервью
- [2024 MBC 가요대제전] TAEMIN X NI-KI - NI-KI Solo Dance Break + Guilty, MBC 250130 방송 [37] - коллаборация

### Реклама
- "Triangular Chocolate Pie "Kirekire Harvest Festival""[38]
- Digital Hollywood University CM “Don't Live Someone Else's Life. Live Your Own Life. 2025”[39]
- ENHYPEN NI-KI in the ZONe cinematic angle [40]

## Интересные факты
Рики начал танцевать в 3 года, когда отец включил ему выступление Майкла Джексона. Он танцевал по 5 часов каждый день, с самого раннего возраста решив стать танцором.
С раннего детства выступал на разных сценах и фестивалях  под псевдонимом Рики Джексон. Его называли танцором-вундеркиндом и Маленьким Майклом Джексоном. Учился у великолепных хореографов, таких как: Кенто Мори , Трэвис Пейн, Рикимару , Рино Накасоне , Йорито и многие другие. Известен за свои многочисленные каверы на к-поп артистов и не только. Является впечатляющим исполнителем женских хореографий, благодаря особой пластике. Обладает запоминающимся танцевальным стилем, характеризующимся высокой точностью и чистотой движений, великолепной изоляцией ("Суставов больше, чем у людей" - Шота Сометани), пластичностью и мощностью. За свои навыки признается одним из лучших танцоров к-поп.
Является огромным поклонником SHINee. Выступление с SHINee в Токио Доуме оказало неизгладимое впечатление на Рики «Я помню, как невероятно красиво светились огни в зале, когда я нашёл свою мечту. Я хочу, чтобы на меня падал свет от лайтстиков также, как тогда от этих огней» Именно благодаря им, он решил стать айдолом и поехал в Южную Корею.
Рики является амбидекстром.
Самый высокий участник в группе (183 см) 
Любит спорт, особенно футбол, баскетбол и боулинг. Является фанатом Неймара. В честь него его сценическая цифра — 10. Серьезно увлечен бейсболом и мечтает сделать первую подачу.
Дебютировав в 14 лет, был самым молодым айдолом-мужчиной (макнэ всего кпоп) с ноября 2020 по январь 2023 года. 
В возрасте 14 лет стал самым молодым номинантом The 100 Most Handsome Faces от TC Candler. Занял 24-е место в 2020 году, 18-е место в 2021 году, 9-е место в 2022 году , 4-е место в 2023 году .
Занимает 2 место среди мужских айдолов 4 поколения по количеству фанкамов с более миллионом просмотров (2021-2024гг)
5 из 10 самых просматриваемых к-поп фанкамов 2021 года среди айдолов-мужчин
В Японии Ни-ки называют «Гордость Окаямы». В июне 2022 года на ассамблее префектуры Окаяма обсуждали экономическое влияние деятельности Ни-ки на развитие префектуры. Так же губернатор встретился с госпожой Нишимура (матерью Ни-ки) для обсуждения перспектив развития индустрии развлечений в префектуре.
В 2021 году Кенто Мори посвятил Ни-ки хореографию под композицию Given-Taken. «Здесь реализована магия, которую могут создать только отношения между двумя людьми на протяжении 10 лет». 09.11.2022 Кенто посетил концерт Enhypen в Осаке
Принял участие в создание хореографии к "Bite Me" (4 мини альбом "Dark Blood" 2023)
30 апреля 2024 Ни-ки, Джей и Хисын провели церемонию первой подачи в бейсбольном матче "Seattle Mariners" против "Atlanta Braves" Таким образом Ни-ки исполнил давнюю мечту.